# Oberwinterthur
Oberwinterthur (toponimo tedesco) è un distretto di 23 353 abitanti del comune svizzero di Winterthur, nel Canton Zurigo (distretto di Winterthur).

## Storia

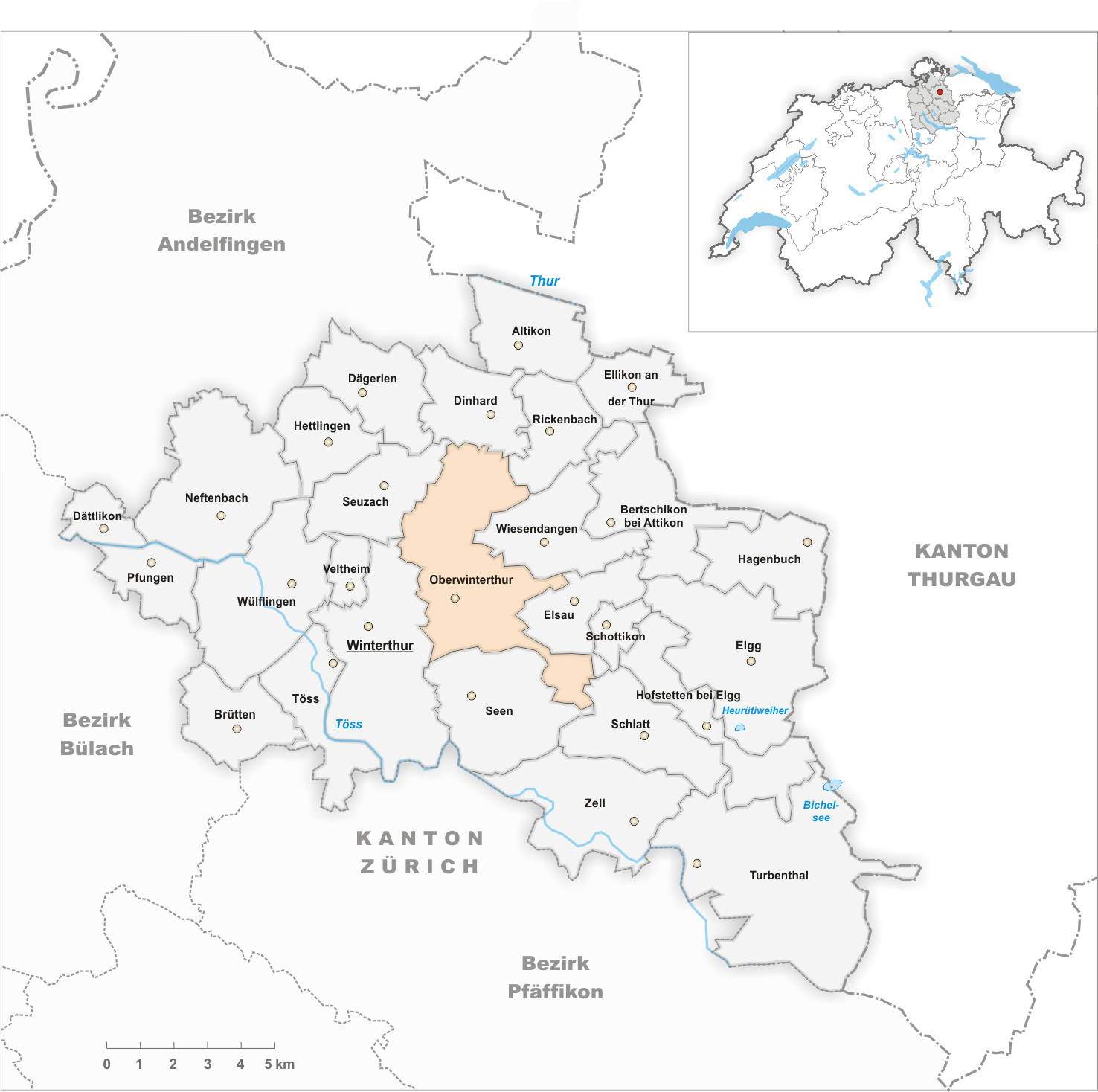
Il territorio del comune di Oberwinterthur prima degli accorpamenti comunali del 1922

Già comune autonomo che comprendeva anche le frazioni di Grundhof, Hegi, Reutlingen, Ricketwil, Stadel e Zinzikon, nel 1922 è stato accorpato al comune di Winterthur assieme agli altri comuni soppressi di Seen, Töss, Veltheim e Wülflingen.

## Monumenti e luoghi d'interesse

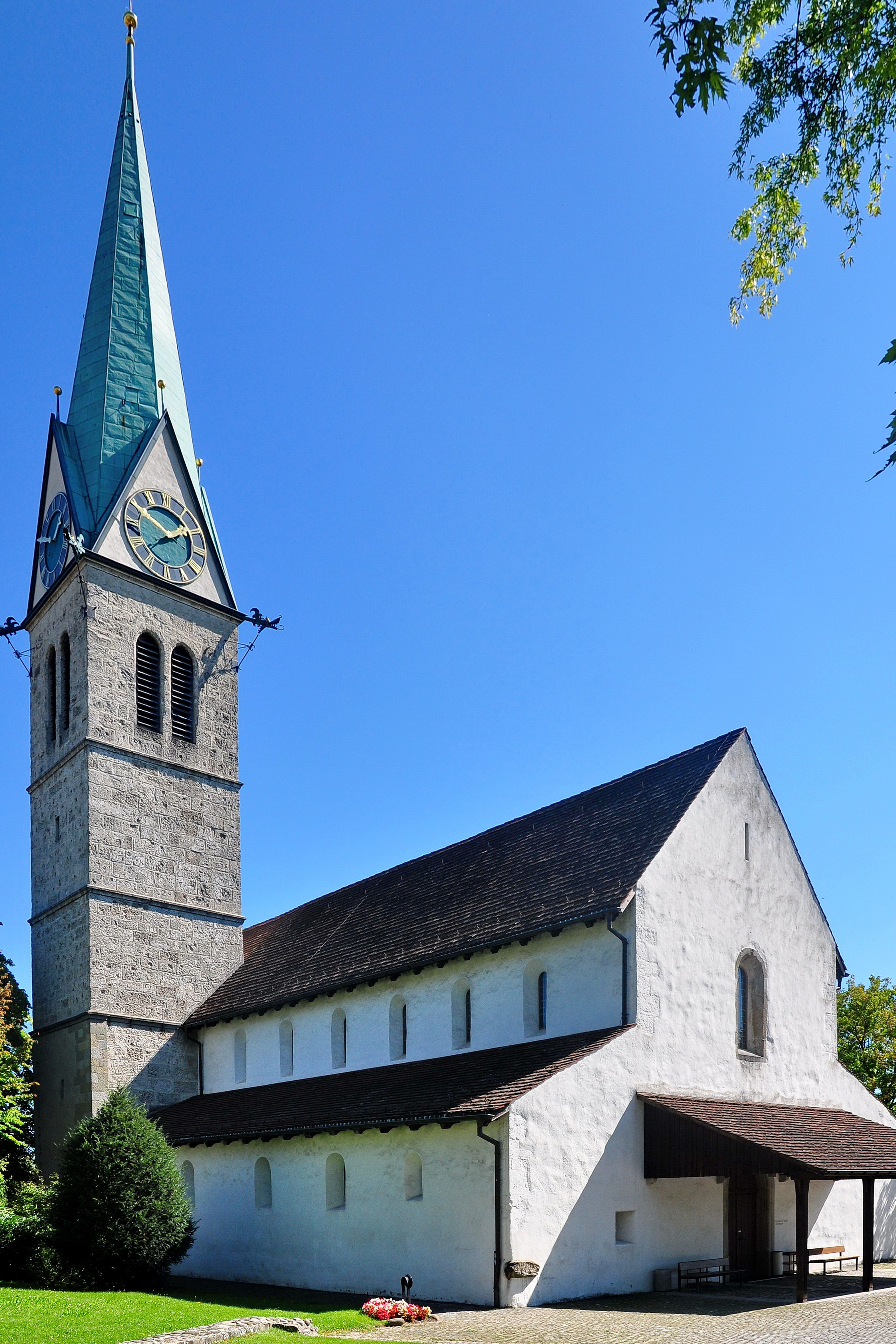
La chiesa riformata

- Chiesa riformata (già di Sant'Arbogasto), attestata dall'843[1].

## Società

### Evoluzione demografica
L'evoluzione demografica è riportata nella seguente tabella:
Abitanti censiti

## Geografia antropica

### Quartieri
- Grüze
- Guggenbühl
- Hegi
- Hegmatten
- Reutlingen
- Ricketwil
- Stadel
- Talacker
- Zinzikon

## Infrastrutture e trasporti

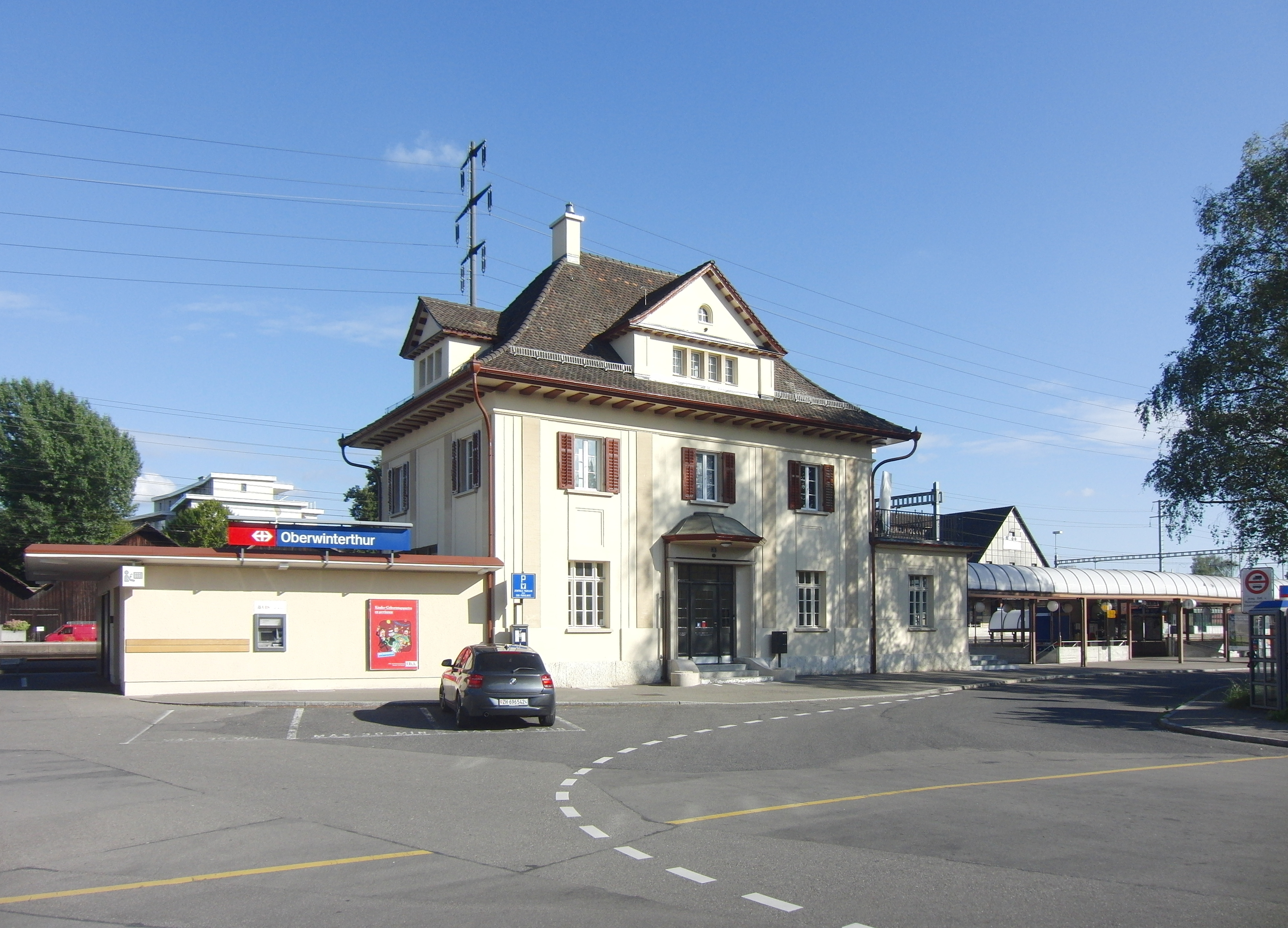
La stazione di Oberwinterthur

Oberwinterthur è servito dall'omonima stazione, sulle ferrovie Winterthur-Etzwilen e Winterthur-Romanshorn, e da quella di Winterthur-Grüze, sulla Tösstalbahn e sulla ferrovia Winterthur-San Gallo.

## Amministrazione
Ogni famiglia originaria del luogo fa parte del cosiddetto comune patriziale e ha la responsabilità della manutenzione di ogni bene ricadente all'interno dei confini del comune.